# Шелгунов, Иван Силыч
Ива́н Си́лыч Шелгуно́в (? — 9 апреля 1799) — капитан 1-го ранга российского флота (1793).
В мае 1763 года поступил в Морской корпус кадетом. Произведён в гардемарины (1768), мичманы (апрель 1770). С 1769 по 1771 год на фрегате «Надежда» в эскадре контр-адмирала Эльфинстона принимал участие в экспедиции в Архипелаг (Эгейское море) в ходе русско-турецкой войны 1768—1774 годов. Отличился в сражениях с турецким флотом у Наполи-ди-Романья и у Чесмы (1770). В 1772—1775 годах на фрегате «Парос» крейсировал в Архипелаге. Произведён в лейтенанты флота (апрель 1774 года). В 1775—1780 годах ежегодно плавал в Финском заливе и на Балтике. В 1781 году командовал фрегатом «Констанция», плавал до Биорко. Получил чин капитан-лейтенанта (май 1782 года). В 1782—1784 годах на корабле «Святой Яннуарий» плавал в эскадре вице-адмирала Чичагова из Кронштадта в Ливорно и обратно. В 1785—1787 годах командовал в Кронштадте фрегатом «Святой Михаил» и транспортом «Соловки». Произведён в капитаны 2-го ранга в мае 1788 года.
Участвовал в русско-шведской войне 1788—1790 годов. Командуя фрегатом, крейсировал в эскадре адмирала Повалишина в Балтийском море и у Копенгагена (1788—1789). В 1790 году командовал бомбардирским судном «Победитель» в Кронштадте, а в 1791—1794 годах — там же линейным кораблем «Святой Яннуарий». Награждён за 18 морских кампаний орденом Святого Георгия 4-го класса (26 ноября 1791 года). Произведён в капитаны 1-го ранга (9 февраля 1793 года). В 1795—1798 годах командовал в Балтийском море линейными кораблями «Святой Георгий Победоносец» и «Святой Николай». Умер 9 апреля 1799 года.